# Prospero (plante)
Genre
Classification APG III (2009)
Genre
Prospero est un genre de plantes à fleurs de la famille des Liliaceae dans la classification de Cronquist, ou bien des Asparagaceae dans la Classification APG III. Il est originaire du nord-ouest de l'Europe, des pourtours du bassin méditerranéen et de la mer Noire, et du Caucase.

## Description
Ce sont des plantes à bulbe, avec des feuilles et des fleurs apparaissant à l'automne et disparaissant au printemps. Les feuilles sont relativement étroites. Chaque bulbe produit de un à quatre tiges fleuries, qui portent chacune un racème dense de fleurs roses à violettes. Les longs tépales (4 à 10 mm) ne sont pas joints. Les étamines ont les filets de la couleur des tépales, et de courtes anthères violettes. Les graines sont d'un brun foncé et sont plus ou moins oblongues.

## Classification
Le genre Prospero a été créé dans une publication posthume de Richard Anthony Salisbury en 1866, The Genera of Plants, A fragment containing part of Liriogamæ,. Dans les années 1970, Franz Speta et ses co-auteurs ont éclaté le genre Scilla, et déplacé de nombreuses espèces dans des genres séparés. Ainsi, la Scille d'automne a été déplacé depuis Scilla autumnalis vers Prospero autumnale en 1982.
Le genre Prospero est classé dans les Liliaceae dans la classification de Cronquist, dans la famille des Hyacinthaceae dans la classification APG II, et dans la famille des Asparagaceae dans la classification APG III.

## Liste des espèces
17 espèces sont incluses dans ce genre, d'après (en) POWO : Prospero (plante)  (consulté le 30 juillet 2023)
- Prospero autumnale (L.) Speta
- Prospero battagliae Speta
- Prospero corsicum (Boullu) J.-M.Tison
- Prospero cudidaghense Firat & Yıldırım
- Prospero depressum Speta
- Prospero elisae Speta
- Prospero fallax (Steinh.) Speta
- Prospero hanburyi (Baker) Speta
- Prospero hierae C.Brullo, Brullo, Giusso, Pavone & Salmeri
- Prospero hierapytnense Speta
- Prospero idaeum Speta
- Prospero minimum Speta
- Prospero obtusifolium (Poir.) Speta
- Prospero paratethycum Speta
- Prospero rhadamanthi Speta
- Prospero seisumsianum (Rukšāns & Zetterl.) Yıldırım
- Prospero talosii (Tzanoud. & Kypr.) Speta